# 以北五道

曾于1949年－2016年使用的以北五道委员会旗帜

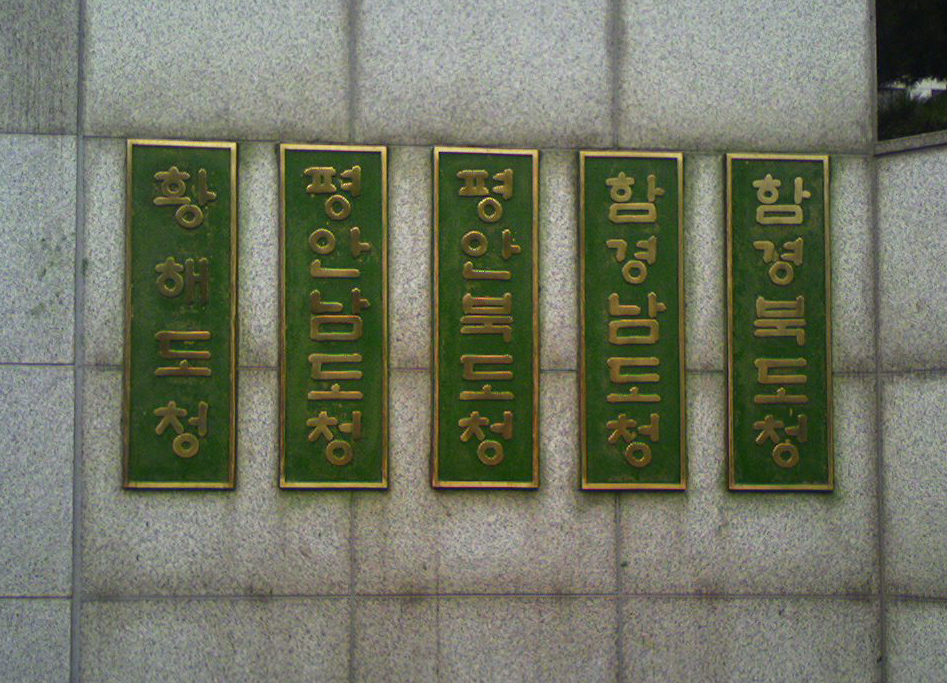
位於首爾鍾路區的以北五道委員會辦公廳前5道匾額，從右至左分別為「咸鏡北道廳」、「咸鏡南道廳」、「平安北道廳」、「平安南道廳」與「黃海道廳」

以北五道（：／ Ibugodo */?）是大韩民国的政治、地理术语，用於合稱韩国视角下位于朝鲜半島軍事分界線以北的亟待收复领土，得名于朝鲜半岛南北分治之前位于半岛北部的黄海道、咸镜北道、咸镜南道、平安北道、平安南道等五道，现由朝鲜民主主义人民共和国实质统治。
1949年5月23日韩国成立以北五道厅，1962年7月16日改组为以北五道委员会（：／），名义上负责以北五道事务，实际上此类事务基本交由统一部处理，委员会目前主要负责脱北者、祖籍在北方的离乡居民、南北离散家属等相关事务。以北五道知事由总统任命，道以下各级区划首长由委员会任命，皆为名誉职位。

## 以北五道
| 道旗 | 名称     | 面積（平方公里） | 人口（1945年） | 首府     | 市数量 | 郡数量 | 位置 |
| ---- | -------- | ---------------- | -------------- | -------- | ------ | ------ | ---- |
|      | 咸镜北道 | 20,346           | 1,124,000      | 清津市   | 3      | 11     |      |
|      | 咸镜南道 | 31,977           | 2,116,000      | 咸興市   | 3      | 16     |      |
|      | 平安北道 | 28,443           | 1,931,000      | 新義州市 | 1      | 19     |      |
|      | 平安南道 | 14,939           | 1,826,000      | 平壤市   | 2      | 14     |      |
|      | 黄海道   | 16,737           | 2,029,000      | 海州市   | 3      | 17     |      |

## 其他未收复领土
在以北五道之外，京畿道和江原特別自治道也有一些领土位于军事分界线以北，称作未收复京畿道、未收复江原道，同样纳入委员会管辖范围。
未收复京畿道包括开城市、开丰郡、长湍郡以及部分涟川郡，未收复江原道包括金化郡、伊川郡、通川郡、平康郡、淮阳郡以及部分铁原郡、杨口郡、麟蹄郡、高城郡。